# アルヤン・デ・ゼーヴ
アルヤン・デ・ゼーヴ（アリヤン・デ・ゼーウ、Adrianus "Arjan" De Zeeuw, 1970年4月16日 - ）は、オランダ、北ホラント州カストリクム出身の元サッカー選手（ディフェンダー）。

## 経歴
- ストルムフォーヘルス・テルスター 1994-1995
- バーンズリーFC 1995-1999
- ウィガン・アスレティックFC 1999-2002、
- ポーツマスFC 2002-2005
- ウィガン・アスレティックFC 2005-2007
- コヴェントリー・シティFC 2007-2008
- ADO'20 2008-2009